# Targhe d'immatricolazione del Canada
Le targhe d'immatricolazione del Canada sono assegnate dalle dieci province e dai tre territori. Nove province si attengono alla regola di avere sul bordo superiore il nome della provincia e su quello inferiore un motto scelto dalla provincia stessa (eccezioni a questa regola sono i tre territori ed una provincia: Isola del Principe Edoardo, Nunavut, Territori del Nord-Ovest e Yukon).
La parte rimanente viene di solito occupata da una combinazione di cifre e numeri, ma viene anche data la possibilità di scegliere un testo o una combinazione particolare (cose come I M A FOOL o altro).
I Territori del Nord-Ovest e del Nunavut hanno una particolare targa a forma di orso polare.

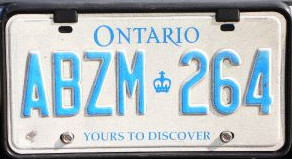
Targa dell'Ontario

Ecco l'elenco delle province e territori con il proprio motto e la combinazione alfanumerica standard in uso (A = lettera; 1 = numero):

## Province
- Alberta - "Wild Rose Country" (AAA-111)
- Columbia Britannica - "Best place on earth" (AAA 111) - Personalizzabile fino a 8 lettere e numeri
- Isola del Principe Edoardo - il motto dipende dalla base grafica scelta: "Canada's Green Provence" o "Birthplace of Confederation" o "Confederation Bridge" (AA 111)
- Manitoba - "Friendly Manitoba" (AAA 111)
- Nuovo Brunswick - nessun motto, ma il nome della provincia nelle due lingue ufficiali, francese e inglese ("Nouveau Brunswick" e "New Brunswick") (AAA-111)
- Nuova Scozia - "Canada's Ocean Playground" (AAA 111)
- Ontario - "Yours to discover" (AAAA 111) - Personalizzabile fino a 8 lettere e numeri
- Quebec - "Je me souviens" (111 AAA) da febbraio 2010: (A11 AAA)
- Saskatchewan - "Land of Living Skies" (111 AAA)
- Terranova e Labrador - "A World Of Difference" (AAA 111)

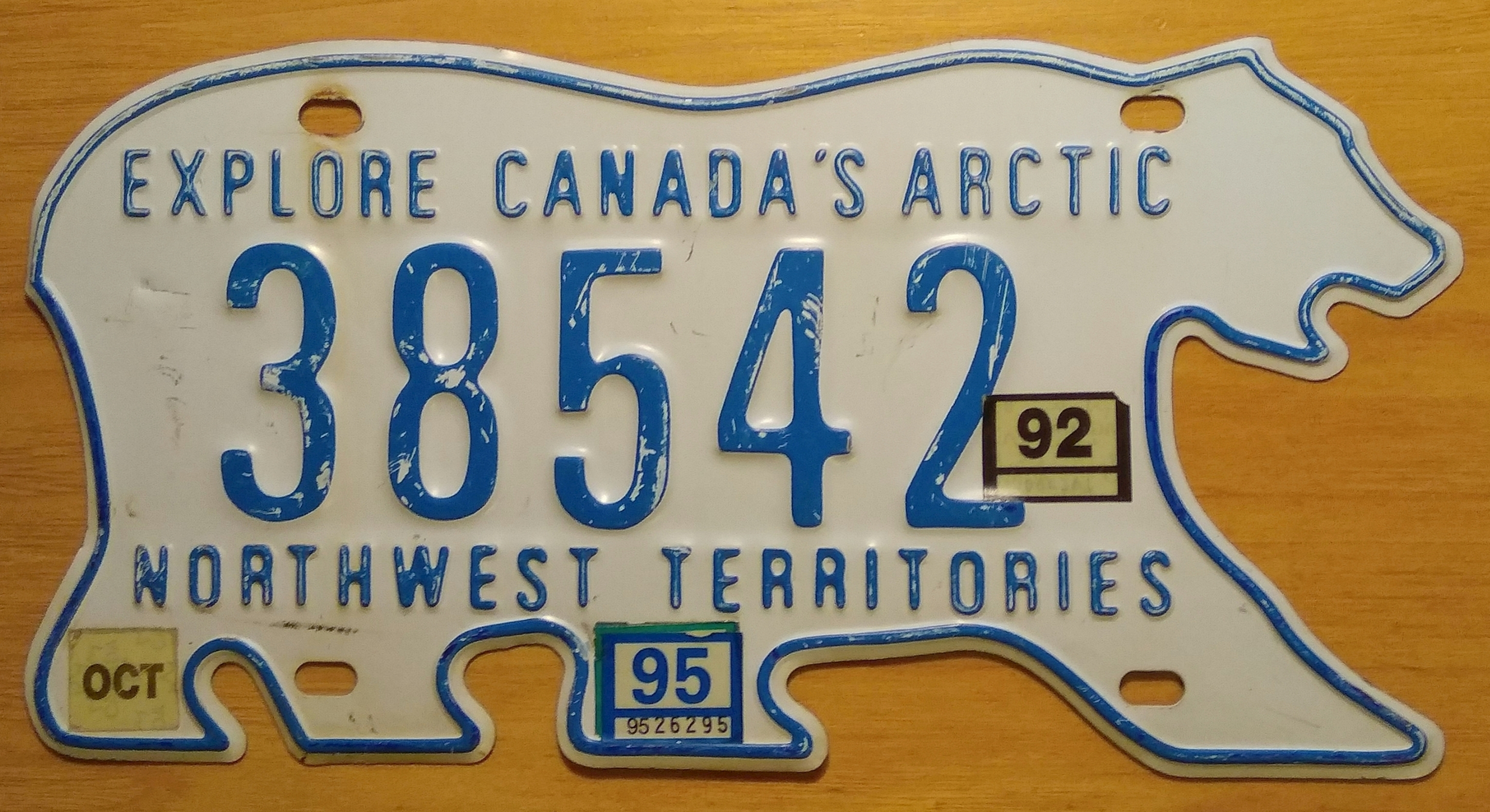
Targa di autovettura dei Territori del Nord-Ovest

## Territori
- Nunavut - "Explore Canada's Arctic" (11111A la lettera è sempre una N)
- Territori del Nord-Ovest - "Explore Canada's Arctic" (111111)
- Yukon - "The Klondike" (AA111)